# Georgi Čilikov
Georgi Čilikov (in bulgaro Георги Чиликов?, traslitterazione anglosassone Georgi Chilikov; 23 agosto 1978) è un allenatore di calcio ed ex calciatore bulgaro, di ruolo attaccante.

## Carriera
Trasferendosi dal Nafteks al Levski Sofia ha fatto suo il record del più alto numero di trasferimenti tra club bulgari.
Nel 2005 si è trasferito al Nacional Madeira, che nel giugno 2007 lo ha ceduto in prestito per un anno, con diritto di riscatto per 50.000 euro, al CSKA Sofia.
Ha fatto parte della nazionale Bulgara agli Europei del 2004, che è uscita al primo turno, finita al fondo del girone C, dopo essersi qualificata nei primi posti del Girone 8 in fase di qualificazione.

## Palmarès

### Giocatore

#### Club
- Campionato bulgaro: 1

Levski Sofia: 2001-2002
- Coppa di Bulgaria: 3

Levski Sofia: 2001-2002, 2002-2003, 2004-2005
- Supercoppa di Bulgaria: 1

Levski Sofia: 2005

#### Individuale
- Capocannoniere del campionato bulgaro: 1

2002-2003 (23 gol)